# Intervalo de confianza

Las líneas verticales representan 50 construcciones diferentes de intervalos de confianza para la estimación del valor μ.

En estadística, se llama intervalo de confianza a un intervalo dentro del cual se estima, con un determinado nivel de confianza, que estará el valor de cierto parámetro poblacional desconocido. Formalmente, los extremos del intervalo, se calculan a partir de los datos de una muestra correspondiente a un estimador del parámetro poblacional. El nivel de confianza representa el porcentaje de intervalos que tomados de 100 muestras independientes distintas contienen en realidad el valor desconocido. En estas circunstancias, {\displaystyle \alpha } es el llamado error aleatorio o nivel de significancia, esto es, el número de intervalos sobre 100 que no contienen el valor.
El nivel de confianza y la amplitud del intervalo varían conjuntamente, de forma que un intervalo más amplio tendrá más probabilidad de acierto (mayor nivel de confianza), mientras que para un intervalo más pequeño, que ofrece una estimación más precisa, aumenta su probabilidad de error. 
Para la construcción de un determinado intervalo de confianza es necesario conocer la distribución teórica que sigue el parámetro a estimar, θ. Es habitual que el parámetro presente una distribución normal. También pueden construirse intervalos de confianza con la desigualdad de Chebyshev.

## Definición
Un intervalo de {\displaystyle (1-\alpha )100\%} de confianza para la estimación de un parámetro poblacional {\displaystyle \theta } que sigue una determinada distribución de probabilidad, es una expresión del tipo {\displaystyle [\theta _{1},\theta _{2}]} tal que {\displaystyle \operatorname {P} [\theta _{1}\leq \theta \leq \theta _{2}]=1-\alpha } donde {\displaystyle \operatorname {P} } es la función de distribución de probabilidad de {\displaystyle \theta }.

## Ejemplos

### Intervalo de confianza de la media de una población
De una población con media {\displaystyle \mu } y desviación típica {\displaystyle \sigma } se pueden tomar muestras de {\displaystyle n} elementos. Cada una de estas muestras tiene a su vez una media. Se puede demostrar que la media de todas las medias muestrales coincide con la media poblacional: {\displaystyle \mu _{\bar {x}}=\mu }
Pero además, si el tamaño de las muestras es suficientemente grande, o la distribución poblacional es normal, la distribución de medias muestrales es, prácticamente, una distribución normal (o gaussiana) con media {\displaystyle \mu } y una desviación típica dada por la siguiente expresión
{\displaystyle \sigma _{\bar {x}}={\frac {\sigma }{\sqrt {n}}}}
esto se representa como 
{\displaystyle {\bar {X}}\sim N\left(\mu ,{\frac {\sigma }{\sqrt {n}}}\right)}
Si estandarizamos, se sigue que
{\displaystyle Z={\frac {{\bar {X}}-\mu }{\frac {\sigma }{\sqrt {n}}}}\sim N(0,1)}
En una distribución {\displaystyle Z\sim N(0,1)} puede calcularse fácilmente un intervalo dentro del cual caiga un determinado porcentaje de las observaciones, esto es, es sencillo hallar {\displaystyle z_{1}} y {\displaystyle z_{2}} tales que {\displaystyle \operatorname {P} [z_{1}\leq Z\leq z_{2}]=1-\alpha } donde {\displaystyle (1-\alpha )100\%} es el porcentaje deseado (véase el uso de las tablas en una distribución normal).
En esta distribución normal de medias se puede calcular el intervalo de confianza donde se encontrará la media poblacional si solo se conoce una media muestral ({\displaystyle {\bar {x}}}), con una confianza determinada. Habitualmente se manejan valores de confianza del 95 y del 99 por ciento. A este valor se le llamará {\displaystyle 1-\alpha } (debido a que {\displaystyle \alpha } es el error que se cometerá, un término opuesto).
Para ello se necesita calcular el punto {\displaystyle X_{\alpha /2}} o, mejor dicho, su versión estandarizada {\displaystyle Z_{\alpha /2}} o valor crítico— junto con su "opuesto en la distribución" {\displaystyle X_{-\alpha /2}}. Estos puntos delimitan la probabilidad para el intervalo, como se muestra en la siguiente imagen:
Dicho punto es el número tal que:
{\displaystyle \operatorname {P} [{\bar {x}}\geq X_{\alpha /2}]=\operatorname {P} [z\geq z_{\alpha /2}]=\alpha /2}
Y en la versión estandarizada se cumple que:
{\displaystyle z_{-\alpha /2}=-z_{\alpha /2}}
Así:
{\displaystyle \operatorname {P} \left[{\bar {x}}-z_{\alpha /2}{\frac {\sigma }{\sqrt {n}}}\leq \mu \leq {\bar {x}}+z_{\alpha /2}{\frac {\sigma }{\sqrt {n}}}\right]=1-\alpha }
De lo cual se obtendrá el intervalo de confianza
{\displaystyle \left({\bar {x}}-z_{\alpha /2}{\frac {\sigma }{\sqrt {n}}},{\bar {x}}+z_{\alpha /2}{\frac {\sigma }{\sqrt {n}}}\right)}
Obsérvese que el intervalo de confianza viene dado por la media muestral {\displaystyle ({\bar {x}})} ± el producto del valor crítico {\displaystyle Z_{\alpha /2}} por el error estándar {\displaystyle {\frac {\sigma }{\sqrt {n}}}}.
Si no se conoce y n es grande (habitualmente se toma n ≥ 30):
Aproximaciones para el valor {\displaystyle z_{\alpha /2}} para los niveles de confianza estándar son 1,96 para {\displaystyle 1-\alpha =95\%} y 2,576 para {\displaystyle 1-\alpha =99\%}.

### Intervalo de confianza de una proporción
El intervalo de confianza para estimar una proporción {\displaystyle p}, conocida como una proporción muestral {\displaystyle p_{n}} de una muestra de tamaño {\displaystyle n}, a un nivel del {\displaystyle (1-\alpha )100\%} de confianza es:
{\displaystyle \left(p_{n}-z_{\alpha /2}{\sqrt {\frac {p_{n}(1-p_{n})}{n}}},\;p_{n}+z_{\alpha /2}{\sqrt {\frac {p_{n}(1-p_{n})}{n}}}\right)}
En la demostración de estas fórmulas están involucrados el Teorema Central del Límite y la aproximación de una binomial por una normal.

### Ejemplo práctico

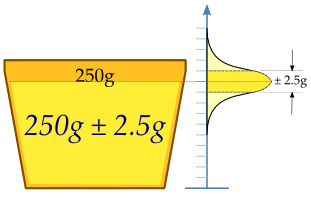
Una línea de montaje de fábrica llena las tazas de helado hasta los 250 g +/- 2.5 g deseados.

Una máquina llena tazas con helado, y se supone que está ajustada para verter la cantidad de 250 g. Como la máquina no puede llenar cada taza con exactamente 250 g, el contenido que se añade a cada taza individual presenta cierta variación y se le asigna una variable aleatoria X. Se asume que esta variación se ajusta a una distribución normal de alrededor de la cantidad promedio deseada de  250 g, con una desviación estándar de 2.5 g.
Para determinar si la máquina está adecuadamente calibrada, se toma una muestra aleatoria de n = 25 tazas de helado para pesarlas. La medición resultante es X1, ..., X25, una muestra aleatoria procedente de  X.
Para  μ, es suficiente con dar una estimación. El estimador adecuado es la media muestral:
{\displaystyle {\hat {\mu }}={\bar {X}}={\frac {1}{n}}\sum _{i=1}^{n}X_{i}.}
La muestra señala los pesos reales x1, ..., x25, con media:
{\displaystyle {\bar {x}}={\frac {1}{25}}\sum _{i=1}^{25}x_{i}=250.2\,{\text{gramos}}.}
Al tomar otra muestra de 25 tazas, es esperable, de igual manera, que la masa presente valores como 250.4 o 251.1 gramos. Un valor medio muestral de 280 gramos en cambio, sería extremadamente excepcional si el contenido medio de las tazas está en la práctica cerca de 250 gramos. Hay un intervalo en torno al valor observado de 250.2 gramos de la media muestral, para el que si la media de la población completa efectivamente toma un valor en este rango, los datos observados no podrían ser considerados particularmente inusuales. Tal intervalo se denomina intervalo de confianza para el parámetro μ. ¿Cómo se calcula tal intervalo? Los extremos del intervalo deben calcularse a partir de la muestra para que resulten funciones estadísticas de la muestra X1, ..., X25 y de este modo son variables aleatorias a su vez.
En este caso, se determinarán los extremos considerando la media muestral X que como proviene de una distribución normal está también normalmente distribuida con la misma esperanza μ, pero con un error estándar de:
{\displaystyle {\frac {\sigma }{\sqrt {n}}}={\frac {2.5~{\text{g}}}{\sqrt {25}}}=0.5\ {\text{gramos}}}
Por estandarización, se obtiene una variable aleatoria:
{\displaystyle Z={\frac {{\bar {X}}-\mu }{\sigma /{\sqrt {n}}}}={\frac {{\bar {X}}-\mu }{0.5}}}
dependiente del parámetro μ que debe ser estimado, pero con una distribución normal estándar independiente del parámetro μ. Por lo tanto, es posible hallar números −z y z, independientes de μ, entre los cuales está Z con probabilidad 1 − α, una medida de cuán confiados queremos estar.
Tomamos 1 − α = 0.95, por ejemplo. Así, tenemos:
{\displaystyle P(-z\leq Z\leq z)=1-\alpha =0.95.}
El número z proviene de una función de distribución acumulada, en este caso la Función de distribución normal acumulativa:
{\displaystyle {\begin{aligned}\Phi (z)&=P(Z\leq z)=1-{\tfrac {\alpha }{2}}=0.975,\\[6pt]z&=\Phi ^{-1}(\Phi (z))=\Phi ^{-1}(0.975)=1.96,\end{aligned}}}
y se obtiene:
{\displaystyle {\begin{aligned}0.95&=1-\alpha =P(-z\leq Z\leq z)=P\left(-1.96\leq {\frac {{\bar {X}}-\mu }{\sigma /{\sqrt {n}}}}\leq 1.96\right)\\[6pt]&=P\left({\bar {X}}-1.96{\frac {\sigma }{\sqrt {n}}}\leq \mu \leq {\bar {X}}+1.96{\frac {\sigma }{\sqrt {n}}}\right)\end{aligned}}.}
En otras palabras, el límite inferior de un intervalo de confianza del 95% es:
{\displaystyle {\text{Extremo inferior}}={\bar {X}}-1.96{\frac {\sigma }{\sqrt {n}}},}
y el superior de tal intervalo es:
{\displaystyle {\text{Extremo superior}}={\bar {X}}+1.96{\frac {\sigma }{\sqrt {n}}}.}
Con los valores de este ejemplo, el intervalo de confianza es:
{\displaystyle {\begin{aligned}0.95&=P\left({\bar {X}}-1.96\times 0.5\leq \mu \leq {\bar {X}}+1.96\times 0.5\right)\\[6pt]&=P\left({\bar {X}}-0.98\leq \mu \leq {\bar {X}}+0.98\right).\end{aligned}}}
Esto podría interpretarse como: con probabilidad del 0.95 encontramos un intervalo de confianza en el que se cumple que el parámetro μ está entre los límites estocásticos
{\displaystyle {\bar {X}}-0{.}98}
y
{\displaystyle {\bar {X}}+0.98.}
Esto no implica que hay una probabilidad de 0.95  de encontrar el parámetro μ en el intervalo obtenido usando el valor efectivamente establecido para el valor medio de la muestra.
{\displaystyle ({\bar {x}}-0.98,\,{\bar {x}}+0.98).}
Cada vez que se repitan las mediciones, darán otro valor para la media X de la muestra. En el 95% de los casos μ estará entre los límites calculados a partir de la media, pero en el 5% de los casos no lo estará. El intervalo de confianza efectivo se calcula llevando los valores de masas de helado medidas a la fórmula. Este intervalo de confianza de 0.95 resulta:
{\displaystyle ({\bar {x}}-0.98;{\bar {x}}+0.98)=(250.2-0.98;250.2+0.98)=(249.22;251.18).\,}

El segmento vertical representa 50 realizaciones de un intervalo de confianza para μ.

En otras palabras, el intervalo de confianza del 95% está entre el límite inferior de 249.22 g y el superior de 251.18 g.
Como el valor deseado 250 de μ está dentro del intervalo de confianza resultante no hay razón para creer que la máquina no está correctamente calibrada.
El intervalo calculado tiene límites fijos, donde μ podría o no estar acotado. Así, este evento tiene probabilidad 0 o 1. No es posible decir:  "con probabilidad (1 − α) el parámetro μ está en el intervalo de confianza." Sólo sabemos que por repetición en 100(1 − α) % de los casos, μ estará en el intervalo calculado. En 100α% de los casos, sin embargo esto no sucede. Desafortunadamente, no se conoce en cuáles de los casos esto sucede. Por eso se puede decir: "con nivel de confianza 100(1 − α) %, μ  está en el intervalo de confianza."
El error máximo se calcula como 0.98 dado que es la diferencia ente el valor en que se conserva la confianza dentro de los límites superior e inferior.
La figura ilustra 50 realizaciones de un intervalo de confianza para una población media dada μ. Si aleatoriamente se selecciona una realización, la probabilidad es del 95% de finalmente haber elegido un intervalo que contenga el parámetro; sin embargo, podría darse la desafortunada situación de haber elegido la errónea.